# Spencer Dinwiddie
Pour les articles homonymes, voir Dinwiddie.
Spencer Gray Dinwiddie, né le 6 avril 1993 à Los Angeles en Californie, est un joueur américain de basket-ball. Il mesure 1,94 m, et évolue aux postes de meneur et arrière.

## Biographie

### Carrière universitaire
En 2011, il rejoint les Buffaloes du Colorado en NCAA.
Le 12 janvier 2014, il se fait une rupture des ligaments du genou contre les Huskies de Washington.
Le 24 avril, il annonce qu'il est candidat à la draft 2014 de la NBA.

### Carrière professionnelle

#### Pistons de Détroit (2014-2016)

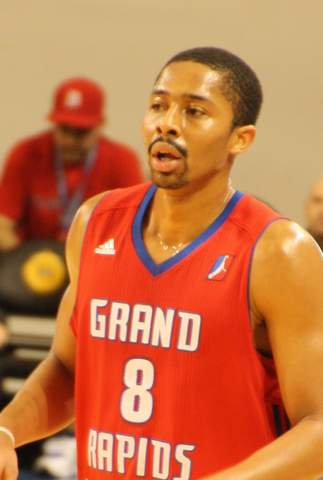
Dinwiddie en janvier 2016.

Lors de la draft 2014 de la NBA, le 26 juin 2014, il est sélectionné en 38e position par les Pistons de Détroit. Le 21 juillet, il signe un contrat de trois ans avec les Pistons.
Il joue son premier match en NBA le 29 octobre 2014 ; son équipe s'incline 89 à 79 chez les Nuggets de Denver et termine la rencontre avec une passe décisive en sept minutes de jeu.
En janvier 2015, il dispute sept matchs avec le Drive de Grand Rapids, l'équipe de D-League affiliée aux Pistons.
Le 20 février 2015, il réalise son meilleur match de la saison avec 12 points et 9 passes décisives pour sa première titularisation en carrière contre les Bulls de Chicago en raison du transfert de D. J. Augustin au Thunder d'Oklahoma City. Le 28 février, de nouveau remplaçant, il marque 20 points et distribue huit passes décisives contre les Wizards de Washington pendant que le meneur titulaire Reggie Jackson reste sur le banc durant les treize dernières minutes du match.
Le 21 mars 2015, lors de la victoire 107 à 91 contre les Bulls de Chicago, il réalise son premier double-double en carrière en terminant la rencontre avec 10 points et 10 passes décisives.
Durant ses deux premières saisons, Dinwiddie est envoyé plusieurs fois chez le Drive de Grand Rapids, l'équipe de D-League affiliée aux Pistons.

#### Nets de Brooklyn (2016-2021)
Le 17 juin 2016, il est transféré aux Bulls de Chicago en échange de Cameron Bairstow mais est coupé le 7 juillet.
Le 8 décembre 2016, il signe avec les Nets de Brooklyn. Lors de la saison 2017-2018, Dinwiddie devient un élément maître des Nets lors des blessures de D'Angelo Russell et Jeremy Lin, il a notamment gagné le Taco Bell Skills Challenge lors du All-Star Weekend à Los Angeles, devenant le 2e joueur de la franchise à avoir gagné ce trophée après Jason Kidd.
Le 12 décembre 2018, il inscrit son record de points sur un match en marquant 39 points face aux 76ers de Philadelphie. Le lendemain, il prolonge avec les Nets de Brooklyn pour un contrat de 34 millions de dollars sur trois ans. Il sera unrestricted free agent à la fin de la saison 2021-2022. Le 28 décembre 2020, Dinwiddie se rompt partiellement le ligament croisé du genou droit. Sa convalescence devrait lui faire manquer toute la saison 2020-2021.

#### Wizards de Washington (2021-2022)
En août 2021, il est annoncé qu'il va rejoindre les Wizards de Washington pour un contrat de 3 ans et 60 millions de dollars.

#### Mavericks de Dallas (2022-2023)
Le jour de la fermeture du marché des transferts, Spencer Dinwiddie est transféré vers les Mavericks de Dallas avec Dāvis Bertāns en échange de Kristaps Porziņģis qui rejoint les Wizards de Washington.

#### Retour aux Nets de Brooklyn (2023-2024)
Le 5 février 2023, en compagnie de Dorian Finney-Smith, d'un premier tour de draft 2029 et deux seconds tours de draft, il est transféré aux Nets de Brooklyn en échange de Kyrie Irving et Markieff Morris.
En février 2024, il est transféré aux Raptors de Toronto contre Thaddeus Young et Dennis Schröder. Il est coupé dans la foulée.

#### Lakers de Los Angeles (février-juin 2024)
En février 2024, il signe jusqu'à la fin de saison avec les Lakers de Los Angeles.

## Palmarès

### Distinctions personnelles
- John R. Wooden High School POY (2011)
- All-Pac-12 First Team (2013)
- Vainqueur du Taco Bell All-Star Skills Challenge (2018).

## Statistiques

### Universitaires
Les statistiques de Spencer Dinwiddie en matchs universitaires sont les suivantes :
| Saison    | Équipe   | Matchs | Titul. | Min./m | % Tir | % 3pts | % LF | Rbds/m. | Pass/m. | Int/m. | Ctr/m. | Pts/m. |
| --------- | -------- | ------ | ------ | ------ | ----- | ------ | ---- | ------- | ------- | ------ | ------ | ------ |
| 2011-2012 | Colorado | 36     | 36     | 27,4   | 40,2  | 43,8   | 81,6 | 3,64    | 1,78    | 0,75   | 0,25   | 10,00  |
| 2012-2013 | Colorado | 33     | 33     | 32,5   | 41,5  | 33,8   | 82,5 | 3,18    | 3,00    | 1,33   | 0,48   | 15,30  |
| 2013-2014 | Colorado | 17     | 17     | 31,1   | 46,6  | 41,3   | 85,7 | 3,06    | 3,76    | 1,53   | 0,24   | 14,71  |
| Total     | Total    | 86     | 86     | 30,1   | 42,0  | 38,6   | 83,0 | 3,35    | 2,64    | 1,13   | 0,34   | 12,97  |

### Professionnelles

#### Saison régulière NBA
| Saison    | Équipe     | Matchs | Titul. | Min./m | % Tir | % 3pts | % LF  | Rbds/m. | Pass/m. | Int/m. | Ctr/m. | Pts/m. |
| --------- | ---------- | ------ | ------ | ------ | ----- | ------ | ----- | ------- | ------- | ------ | ------ | ------ |
| 2014-2015 | Détroit    | 34     | 1      | 13,4   | 30,2  | 18,5   | 91,2  | 1,41    | 3,06    | 0,56   | 0,18   | 4,26   |
| 2015-2016 | Détroit    | 12     | 0      | 13,3   | 35,2  | 10,0   | 57,6  | 1,42    | 1,83    | 0,25   | 0,00   | 4,83   |
| 2016-2017 | Brooklyn   | 59     | 18     | 22,6   | 44,4  | 37,6   | 79,2  | 2,76    | 3,14    | 0,75   | 0,41   | 7,36   |
| 2017-2018 | Brooklyn   | 80     | 58     | 28,8   | 38,7  | 32,6   | 81,3  | 3,20    | 6,60    | 0,90   | 0,30   | 12,60  |
| 2018-2019 | Brooklyn   | 68     | 4      | 28,1   | 44,2  | 33,5   | 80,6  | 2,40    | 4,60    | 0,60   | 0,30   | 16,80  |
| 2019-2020 | Brooklyn   | 64     | 49     | 31,2   | 41,5  | 30,8   | 77,8  | 3,50    | 6,80    | 0,60   | 0,30   | 20,60  |
| 2020-2021 | Brooklyn   | 3      | 3      | 21,3   | 37,5  | 28,6   | 100,0 | 4,30    | 6,00    | 0,70   | 0,30   | 6,70   |
| 2021-2022 | Washington | 44     | 44     | 30,2   | 37,6  | 31,0   | 81,1  | 4,70    | 5,80    | 0,60   | 0,20   | 12,60  |
| 2021-2022 | Dallas     | 23     | 7      | 28,3   | 49,8  | 40,4   | 72,5  | 3,10    | 3,90    | 0,70   | 0,30   | 15,80  |
| 2022-2023 | Dallas     | 53     | 53     | 34,1   | 45,5  | 40,5   | 82,1  | 3,10    | 5,30    | 0,70   | 0,30   | 17,70  |
| Total     | Total      | 440    | 237    | 27,3   | 41,8  | 33,6   | 79,4  | 3,00    | 5,00    | 0,70   | 0,30   | 13,60  |

#### Playoffs NBA
| Saison | Équipe   | Matchs | Titul. | Min./m | % Tir | % 3pts | % LF | Rbds/m. | Pass/m. | Int/m. | Ctr/m. | Pts/m. |
| ------ | -------- | ------ | ------ | ------ | ----- | ------ | ---- | ------- | ------- | ------ | ------ | ------ |
| 2016   | Détroit  | 1      | 0      | 1,7    | 100,0 | 0,0    | 0,0  | 0,00    | 1,00    | 0,00   | 0,00   | 2,00   |
| 2019   | Brooklyn | 5      | 0      | 26,2   | 43,5  | 37,5   | 71,4 | 2,60    | 1,60    | 0,40   | 0,00   | 14,60  |
| 2022   | Dallas   | 18     | 3      | 27,8   | 41,7  | 41,7   | 82,1 | 2,40    | 3,60    | 0,80   | 0,30   | 14,20  |
| Total  | Total    | 24     | 3      | 26,4   | 42,4  | 40,8   | 80,2 | 2,40    | 3,10    | 0,70   | 0,30   | 13,80  |

#### Saison régulière D-League
| Saison    | Équipe       | Matchs | Titul. | Min./m | % Tir | % 3pts | % LF | Rbds/m. | Pass/m. | Int/m. | Ctr/m. | Pts/m. |
| --------- | ------------ | ------ | ------ | ------ | ----- | ------ | ---- | ------- | ------- | ------ | ------ | ------ |
| 2014-2015 | Grand Rapids | 7      | 7      | 29,8   | 39,0  | 35,5   | 90,9 | 3,43    | 5,43    | 0,71   | 0,14   | 13,00  |
| 2015-2016 | Grand Rapids | 13     | 11     | 33,7   | 42,1  | 34,0   | 86,9 | 3,46    | 6,00    | 2,15   | 0,69   | 14,69  |
| 2016-2017 | Windy City   | 9      | 9      | 37,4   | 47,9  | 41,4   | 80,3 | 3,67    | 8,11    | 2,22   | 0,56   | 19,44  |
| Total     | Total        | 29     | 27     | 33,9   | 43,4  | 36,4   | 84,7 | 3,52    | 6,52    | 1,83   | 0,52   | 15,76  |

## Records sur une rencontre en NBA
Les records personnels de Spencer Dinwiddie en NBA sont les suivants, :
| Type de statistique        | Saison régulière | Saison régulière                | Saison régulière | Playoffs | Playoffs                   | Playoffs      |
| Type de statistique        | Record           | Adversaire                      | Date             | Record   | Adversaire                 | Date          |
| -------------------------- | ---------------- | ------------------------------- | ---------------- | -------- | -------------------------- | ------------- |
| Points                     | 41               | @ Spurs de San Antonio          | 19 décembre 2019 | 30       | @ Suns de Phoenix          | 15 mai 2022   |
| Paniers marqués            | 14               | @ Spurs de San Antonio          | 19 décembre 2019 | 11       | @ Suns de Phoenix          | 15 mai 2022   |
| Paniers tentés             | 31               | @ Timberwolves du Minnesota     | 30 décembre 2019 | 21       | @ Jazz de l'Utah           | 21 avril 2022 |
| Paniers à 3 points réussis | 7                | Hornets de Charlotte            | 26 décembre 2018 | 5        | 3 fois                     | 3 fois        |
| Paniers à 3 points tentés  | 16               | Hornets de Charlotte            | 26 décembre 2018 | 10       | Warriors de Golden State   | 22 mai 2022   |
| Lancers francs réussis     | 14               | 2 fois                          | 2 fois           | 10       | Jazz de l'Utah             | 16 avril 2022 |
| Lancers francs tentés      | 17               | Knicks de New York              | 26 décembre 2019 | 16       | Jazz de l'Utah             | 16 avril 2022 |
| Rebonds offensifs          | 5                | @ 76ers de Philadelphie         | 2 février 2022   | 2        | 2 fois                     | 2 fois        |
| Rebonds défensifs          | 10               | @ Magic d'Orlando               | 13 novembre 2021 | 4        | 2 fois                     | 2 fois        |
| Rebonds totaux             | 12               | @ 76ers de Philadelphie         | 2 février 2022   | 5        | @ Jazz de l'Utah           | 21 avril 2022 |
| Passes décisives           | 16               | @ Pistons de Détroit            | 5 avril 2023     | 8        | 2 fois                     | 2 fois        |
| Interceptions              | 3                | 10 fois                         | 10 fois          | 3        | @ Jazz de l'Utah           | 21 avril 2022 |
| Contres                    | 3                | 2 fois                          | 2 fois           | 2        | @ Warriors de Golden State | 26 mai 2022   |
| Balles perdues             | 6                | 3 fois                          | 3 fois           | 4        | 2 fois                     | 2 fois        |
| Minutes jouées             | 43               | Pelicans de La Nouvelle-Orléans | 10 février 2018  | 41       | @ Jazz de l'Utah           | 21 avril 2022 |

- Double-double : 44
- Triple-double : 1

Dernière mise à jour : 2 avril 2025

## Salaires
| Année       | Équipe              | Salaire      |
| ----------- | ------------------- | ------------ |
| 2014-2015*  | Pistons de Détroit  | 700 000 $    |
| 2015-2016   | Pistons de Détroit  | 845 059 $    |
| 2016-2017   | Nets de Brooklyn    | 726 672 $    |
| 2017-2018   | Nets de Brooklyn    | 1 524 305 $  |
| 2018-2019   | Nets de Brooklyn    | 1 656 092 $  |
| 2019-2020   | Nets de Brooklyn    | 10 605 600 $ |
| 2020-2021   | Nets de Brooklyn    | 11 454 048 $ |
| 2021-2022   | Mavericks de Dallas | 17 142 857 $ |
| Total Gains | Total Gains         | 44 654 633 $ |
| 2022-2023   | Mavericks de Dallas | 20 171 427 $ |
| 2023-2024   | Mavericks de Dallas | 21 028 750 $ |

Notes :
- * Pour la saison 2014-2015, le salaire moyen d'un joueur évoluant en NBA est de 4 500 000 $[13].
- italique : option du joueur